# Worms (stad)
Worms is een kreisvrije stad in de Duitse deelstaat Rijnland-Palts, gelegen aan de Rijn. De stad telt 83.850 inwoners (31-12-2021) op een oppervlakte van 108,77 km². De stad is, samen met Trier, de oudste stad van Duitsland.
Worms is een zogenoemde Nibelungenstad met vele middeleeuwse bouwwerken.

## Geschiedenis

### Rijksstad Worms
De rijksstad Worms was een tot de Boven-Rijnse Kreits behorende rijksstad binnen het Heilige Roomse Rijk.

### Rijksdagen van Worms
Enkele hiervan zijn de volgende:
- 895 - Arnulf van Karinthië blaast het koninkrijk Lotharingen voor Zwentibold nieuw leven in.
- 1122 - keizer Hendrik V en paus Calixtus II besluiten dat de bisschoppen voortaan door de paus benoemd worden (Concordaat van Worms).
- 1495 - keizer Maximiliaan I benoemt Deventer en Kampen tot Rijkssteden.
- 1521 - Maarten Luther wordt als ketter in de ban gedaan (edict van Worms).
- 1545 - keizer Karel V stelt vast dat er geen sprake meer is van serieus overleg tussen katholieke en "protestantse" vorsten.

## Bezienswaardigheden

### Religieuze bouwwerken
- Dom van Worms: romaans, 11e-13e eeuw
- Bischofshof, in 1689 verwoest, waar de rijksdagen doorgingen en Luther voor keizer Karel V verscheen
- Onze-Lieve-Vrouwekerk: gotisch, 13e-15e eeuw
- Sint-Martinuskerk: laat-romaans, 13e eeuw
- Pauluskerk: dient thans als kerk voor het dominicanenklooster dat ernaast ligt
- Magnuskerk: de kleinste kerk van de binnenstad en ook de oudste want de eerste versie dateert uit de karolingische tijd
- Drievuldigheidskerk: de bouw van deze barokke kerk werd gestart in 1709, na de verwoesting van Worms in 1689, ten gevolge van de Negenjarige Oorlog (1688-1697)
- Lutherkerk: is in 1912 in Jugendstil-stijl opgetrokken door Friedrich Pützer
- Friedrichskerk (1741-1744)
- Andreaskerk : werd gebouwd tussen 1180 en 1200. Ze herbergt sinds 1930 het Museum van de stad Worms
- Synagoge van Worms: is een van de oudste in Duitsland

### Begraafplaatsen
- Hauptfriedhof Hochheimer Höhe
- Joodse Begraafplaats: ook Heiliger Sand genoemd, is een uitgestrekte ommuurde dodenakker met grafstenen uit de 11e eeuw tot de late jaren dertig van de 20e eeuw.

### Burgerlijke bouwwerken
- stadsmuren: overblijfselen uit de Romeinse Tijd-Middeleeuwen-Vroegmoderne Tijd
- Worms Hauptbahnhof (1904)
- Station Pfeddersheim (1884)
- Nibelungenbrücke: de huidige brug dateert uit 1951-1953. De Nibelungenturm waaronder de weg loopt aan het begin van de brug dateert uit de tijd van de Ernst-Ludwigbrücke, de eerste vaste brug over de Rijn en diende als een grootse decoratie. Die eerste brug, die (net zoals de toren) tussen 1897 en 1900 werd gebouwd in opdracht van stadsarchitect Karl Hofmann, werd opgeblazen in maart 1945.
- Rijnbrug bij Worms: een stalen spoorbrug uit 1960.
- watertoren: werd in 1890 opgetrokken, eveneens in opdracht van Hofmann.

### Monumenten
- Ludwigsdenkmal: houdt de herinnering levendig aan de militaire prestaties van Lodewijk IV van Hessen-Darmstadt tijdens de Frans-Duitse Oorlog. Het monument heeft de vorm van een obelisk die ruim 24 m hoog is. Ook dit monument werd ontworpen door Hofmann.
- Lutherdenkmal (Ernst Rietschel, 1868): is het grootste reformatorische monument ter wereld.
- 118er Denkmal: Stein war Memorial, die fünf Soldaten Infanterie-Regiment Prinz Carl Nr. 118. Opgericht voor de Duitse soldaten van de Eerste Wereldoorlog.
- Siegfriedbrunnen (1913, Adolf von Hildebrand): is een eerbetoon aan Siegfried de drakendoder, een van de hoofdpersonages uit de Nibelungensage.

### Musea
- Nibelungenmuseum
- Museum van de stad Worms (in de voormalige Andreaskerk)
- Raschi-Haus, herbergt het Joods museum

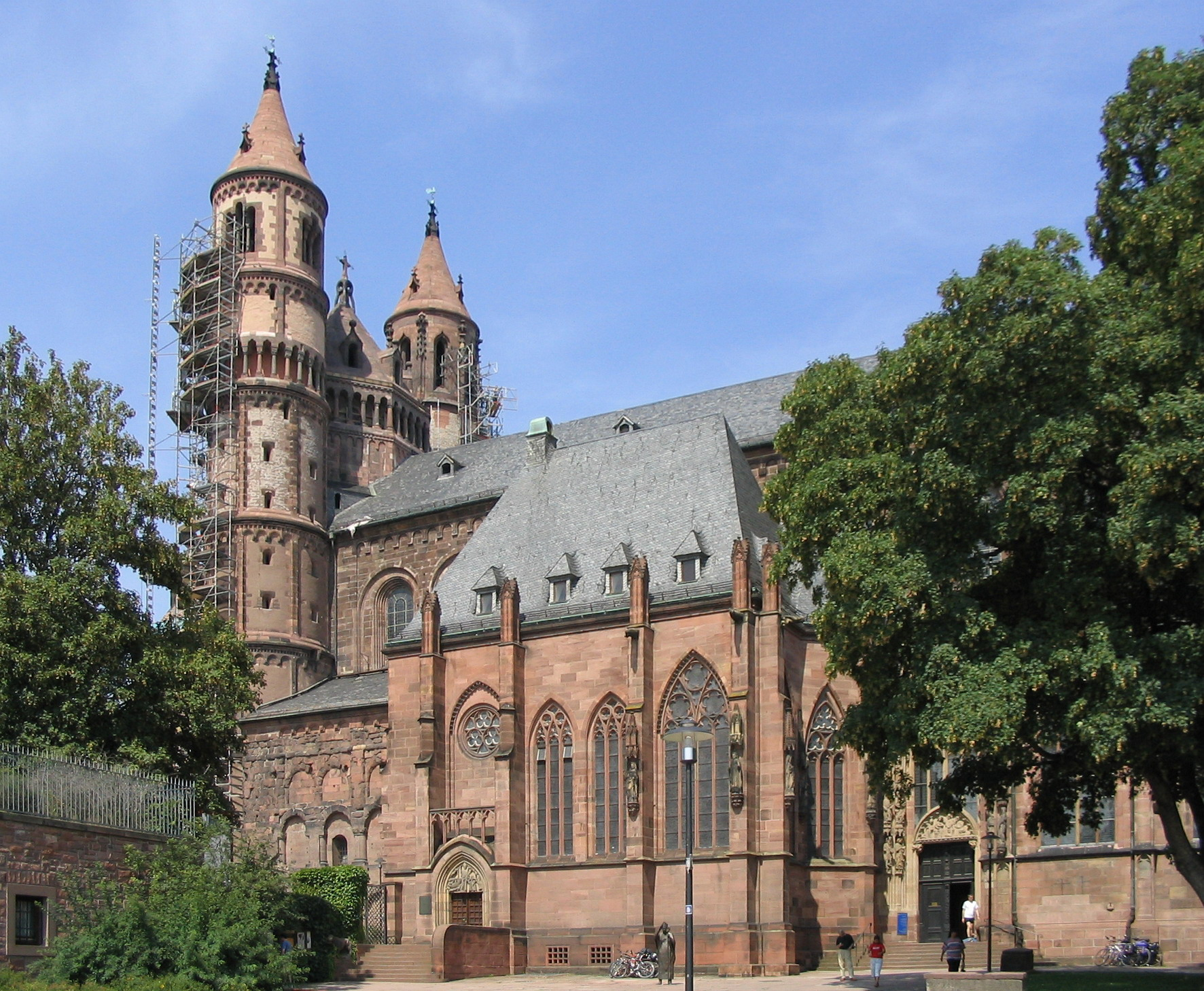
De Dom van Worms

## Economie
Worms ligt midden in Rheinhessen, het grootste aaneengesloten wijnbouwgebied van Duitsland

## Partnersteden
- Bautzen (Duitsland)
- Parma (Italië)
- Auxerre (Frankrijk)
- St Albans (Verenigd Koninkrijk)
- Tiberias (Israël)
- Mobile (Verenigde Staten)

## Bekende inwoners van Worms

### Geboren
- Heribert van Keulen (ca.970-1021), aartskanselier en aartsbisschop
- Friedrich Gernsheim (1839-1916), componist en dirigent
- Ida Straus (1849-1912), passagier op het schip Titanic
- Hugo Sinzheimer (1875-1945), jurist
- Hermann Staudinger (1881-1965), scheikundige en Nobelprijswinnaar (1953)
- Rudi Stephan (1887-1915), componist
- Curtis Bernhardt (1899-1981), Amerikaans filmregisseur van Duitse afkomst
- Timo Hildebrand (1979), voetballer
- Anne Möllinger (1985), atlete
- Alexander Esswein (1990), voetballer